# Fuente de Santa Cruz
Fuente de Santa Cruz és un municipi de la província de Segòvia, a la comunitat autònoma de Castella i Lleó.

## Demografia
| 1991 | 1996 | 2001 | 2004 |
| ---- | ---- | ---- | ---- |
| 204  | 198  | 191  | 168  |